# Théorie de la ruine
 (novembre 2023).
La mise en forme du texte ne suit pas les recommandations de Wikipédia : il faut le « wikifier ».
Les points d'amélioration suivants sont les cas les plus fréquents. Le détail des points à revoir est peut-être précisé sur la page de discussion.
- Les titres sont pré-formatés par le logiciel. Ils ne sont ni en capitales, ni en gras.
- Le texte ne doit pas être écrit en capitales (les noms de famille non plus), ni en gras, ni en italique, ni en « petit »…
- Le gras n'est utilisé que pour surligner le titre de l'article dans l'introduction, une seule fois.
- L'italique est rarement utilisé : mots en langue étrangère, titres d'œuvres, noms de bateaux, etc.
- Les citations ne sont pas en italique mais en corps de texte normal. Elles sont entourées par des guillemets français : « et ».
- Les listes à puces sont à éviter, des paragraphes rédigés étant largement préférés. Les tableaux sont à réserver à la présentation de données structurées (résultats, etc.).
- Les appels de note de bas de page (petits chiffres en exposant, introduits par l'outil «  Source ») sont à placer entre la fin de phrase et le point final[comme ça].
- Les liens internes (vers d'autres articles de Wikipédia) sont à choisir avec parcimonie. Créez des liens vers des articles approfondissant le sujet. Les termes génériques sans rapport avec le sujet sont à éviter, ainsi que les répétitions de liens vers un même terme.
- Les liens externes sont à placer uniquement dans une section « Liens externes », à la fin de l'article. Ces liens sont à choisir avec parcimonie suivant les règles définies. Si un lien sert de source à l'article, son insertion dans le texte est à faire par les notes de bas de page.
- La présentation des références doit suivre les conventions bibliographiques. Il est recommandé d'utiliser les modèles {{Ouvrage}}, {{Chapitre}}, {{Article}}, {{Lien web}} et/ou {{Bibliographie}}. Le mode d'édition visuel peut mettre en forme automatiquement les références.
- Insérer une infobox (cadre d'informations à droite) n'est pas obligatoire pour parachever la mise en page.

Pour une aide détaillée, merci de consulter Aide:Wikification.
Si vous pensez que ces points ont été résolus, vous pouvez retirer ce bandeau et améliorer la mise en forme d'un autre article.
En science actuarielle et  en probabilités, la théorie de la ruine (parfois la théorie du risque  ) étudie et met au point des modèles mathématiques permettant d'évaluer la vulnérabilité d'un assureur et d'optimiser la gestion d'une assurance.

## Modèle classique
Le fondement théorique de la théorie de la ruine, connu sous le nom de modèle Cramér-Lundberg (ou modèle classique) a été introduit en 1903 par l'actuaire suédois Filip Lundberg et son travail a été réédité dans les années 1930 par Harald Cramér.
Le modèle décrit une compagnie d’assurance confrontée à deux flux de trésorerie opposés : les primes en espèces entrantes et les sinistres sortants. Les primes arrivent à un taux constant c > 0 des clients et les réclamations arrivent selon un processus de Poisson {\displaystyle N_{t}} d'intensité λ et sont des variables aléatoires non négatives indépendantes et distribuées de manière identique {\displaystyle \xi _{i}} de distribution F et de moyenne μ (ils forment un processus de Poisson composé ). Ainsi, pour un assureur qui démarre avec un excédent initial u, l'actif total {\displaystyle R_{t}} sont donnés par :
{\displaystyle X(t)=x+ct-\sum _{i=1}^{N_{t}}\xi _{i}\quad {\text{ avec t}}\geq 0.}
L'objectif central du modèle est d'étudier la probabilité que le niveau d'excédent de l'assureur finisse par tomber en dessous de zéro (ce qui entraînerait la faillite de l'entreprise). Cette quantité, appelée probabilité de ruine (en temps infini), est définie comme
{\displaystyle \psi (x)=\mathbb {P} \{\inf _{t\geq 0}\ X(t)<0|X(0)=x\}}
avec la convention selon laquelle {\displaystyle \inf \varnothing =\infty } . Cela peut être calculé exactement en utilisant la formule de Pollaczek – Khinchine  (la fonction de ruine ici est équivalente à la fonction de queue de la distribution stationnaire du temps d'attente dans une file d'attente M/G/1  )
{\displaystyle \psi (x)=\left(1-{\frac {\lambda \mu }{c}}\right)\sum _{n=0}^{\infty }\left({\frac {\lambda \mu }{c}}\right)^{n}(1-F_{l}^{\ast n}(x))}
où {\displaystyle F_{l}} est la transformée de la distribution de queue de {\displaystyle F} ,
{\displaystyle F_{l}(x)={\frac {1}{\mu }}\int _{0}^{x}\left(1-F(u)\right){\text{d}}u}
Et {\displaystyle \cdot ^{\ast n}} désigne le produit de convolution itéré n fois. Dans le cas où la taille des sinistres est distribuée de manière exponentielle, cela se simplifie en 
{\displaystyle \psi (u)={\frac {\lambda \mu }{c}}e^{-\left({\frac {1}{\mu }}-{\frac {\lambda }{c}}\right)u}.}

## Avancés récentes
- Modèle de risque composé-Poisson à intérêt constant
- Modèle de risque composé-Poisson avec intérêt stochastique
- Modèle de risque de mouvement brownien
- Modèle général du processus de diffusion
- Modèle de risque modulé par Markov
- Calculateur du facteur de probabilité d’accident (APF) – modèle d’analyse des risques (@SBH)